# Taekwondo
Cette page contient des caractères spéciaux ou non latins. S’ils s’affichent mal (▯, ?, etc.), consultez la page d’aide Unicode.
Le taekwondo (coréen : 태권도 ; /tʰɛk͈wʌ̹ndo̞/, /tʰe̞k͈wʌ̹ndo̞/ ) est un art martial d'origine sud-coréenne, dont le nom peut se traduire par « La voie des pieds et des poings ».
Le taekwondo, dont le nom a été proposé en 1955 par le général Choi Hong-hi, est le fruit de la fédération progressive, à partir des années 1950, après l'occupation japonaise de la Corée, de différentes écoles d'arts martiaux coréennes qui enseignaient le karaté. Sa création et son développement sont intimement liés à la promotion du nationalisme étatique coréen. L'unification n'est cependant pas complète car deux grandes fédérations cohabitent encore, l'International Taekwon-Do Federation (ITF), qui revendique actuellement 50 millions d'adhérents, et la Fédération mondiale de taekwondo (WT, anciennement WTF), qui a popularisé auprès de plus de 80 millions de personnes une pratique du taekwondo moins axée sur la self-défense et plus sur le sport de combat (en tant qu'exercice physique régulé, limitant la dangerosité de la pratique par l'interdiction de certaines actions, notamment les coups de poing au visage par rapport à l'ITF).
Le taekwondo se distingue des autres arts martiaux, surtout dans sa forme, par le haut degré de spécialisation de ses pratiquants en techniques de coups de pied bien plus que dans d'autres techniques, par les nombreuses protections utilisées lors des compétitions de combat et par son inclusion au programme des Jeux olympiques d'été depuis 2000.

## Description

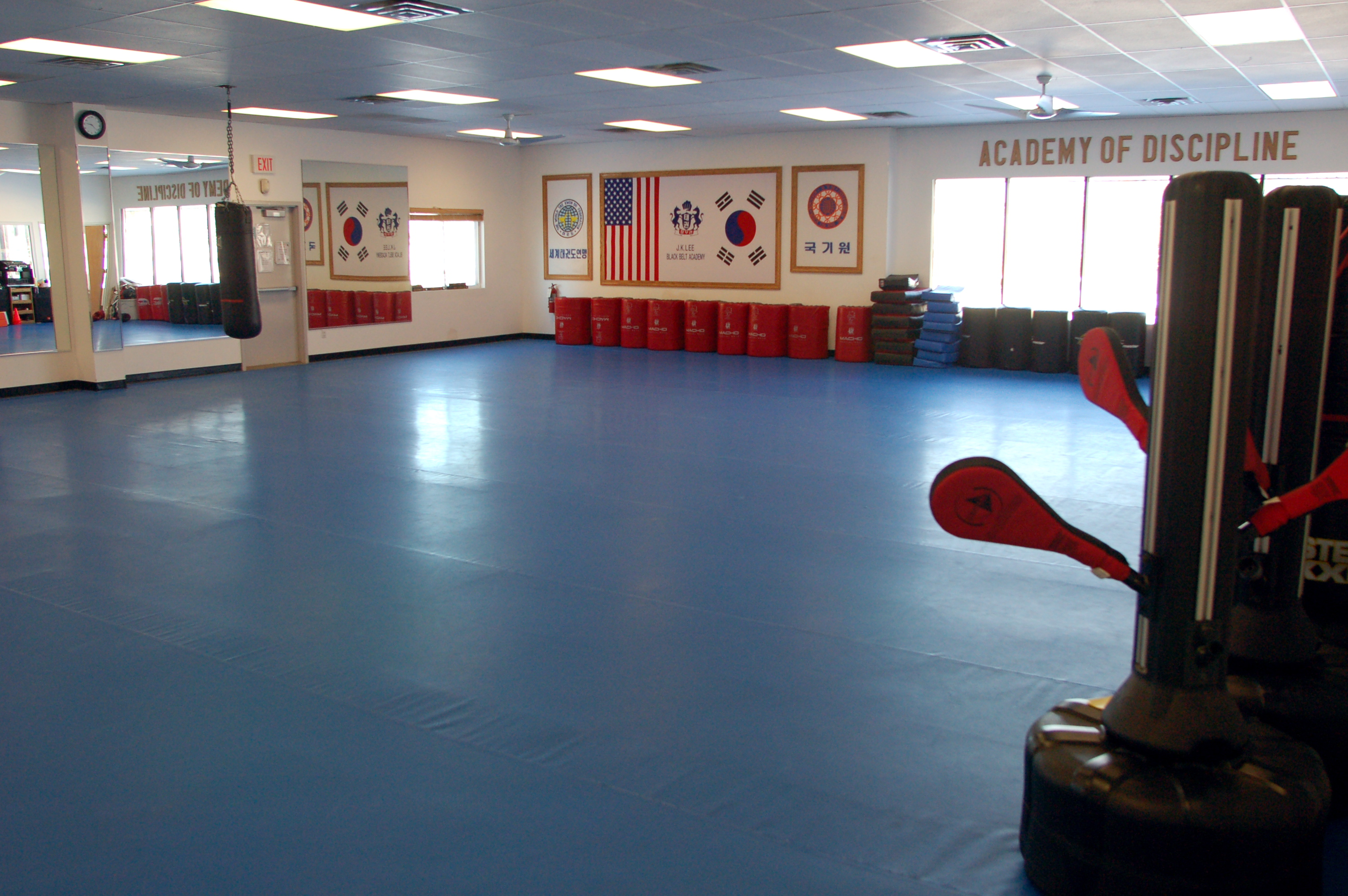
Exemple de dojang (salle d'entraînement).

Le taekwondo est un art martial d'origine sud-coréenne, qui se pratique, en général, sans armes. Son nom, taekwondo, qui s'écrit à l'origine en hangeul : 태권도 et 跆拳道 en hanja, et dont la prononciation est /tʰɛk͈wʌndo/, est formé à partir des mots 태, tae, « frapper du pied » et 권, kwon, « frapper du poing », et enfin 도, do, « méthode, art de vivre, voie spirituelle ». Il peut se traduire par « la voie du coup de pied et du coup de poing », ou de manière plus abrégée par « La voie des pieds et des poings ». De cette définition découle l'idée que le taekwondo est non seulement un art martial mais aussi une manière d'entraîner son esprit et d'atteindre la maîtrise de soi par des mouvements de combat.
Le pratiquant de taekwondo est appelé un taekwondoïste (et ce, même si le terme d'origine est « taekwondoin »). La salle d'entraînement est appelée un « dojang ». L'uniforme, lui, se nomme « dobok ». Il est possible de pratiquer le taekwondo quel que soit son âge. En tant que sport, il fait travailler l'endurance et la souplesse et augmente la force physique.
Cet art martial est basé sur des techniques d'attaque où le pratiquant concentre son énergie sur « des surfaces d'impact réduites » telles que le bol du pied ou la tête des phalanges avec lesquelles il vise les points faibles de son adversaire et des techniques de blocage des attaques adverses. Les taekwondoïstes utilisent des techniques de coups de pied spectaculaires, notamment retournés et sautés, dont la fréquence d'usage est caractéristique de la discipline.
Il existe en 2010 plus de 20 millions de pratiquants du taekwondo dans 180 pays, et même selon certaines sources au moins 80 millions selon la WT, voire un total de 200 millions selon la WTO. Selon Rémi Mollet, les pratiquants sont attirés par le souhait de maintenir leur forme physique permettant notamment de lutter contre le stress, par les techniques d'autodéfense enseignées par ce sport, l'attrait pour la compétition ainsi que par l'enrichissement spirituel qui peut être amené dans l'enseignement des valeurs du taekwondo telles que la modestie, le respect ou le goût de l'effort.

## Histoire
Les origines du taekwondo sont à la fois culturelles et politiques. D'un point de vue culturel, le taekwondo est une unification des pratiques de plusieurs écoles sud-coréennes des années 1950 inspirées par le karaté shotokan (développé au Japon) et, selon certaines sources contestées, de quelques éléments caractéristiques des arts martiaux coréens (en particulier le taekkyon). D'un point de vue politique, le taekwondo a été un outil de propagande nationaliste dont le but a été d'exalter le patriotisme de la jeune nation sud-coréenne à la suite de l'occupation japonaise et du conflit avec la Corée du Nord.
Le taekwondo a été nommé et codifié en Corée du Sud entre la fin des années 1950 et le début des années 1960.
À la suite de la diffusion de cet art martial en Corée du Nord par les responsables de la première organisation internationale, l'ITF, en 1972, une nouvelle organisation concurrente, la WTF, a tourné le dos aux membres de l'ITF.
Cette scission de nature politique, qui perdure depuis, ainsi que les motivations idéologiques à l'origine de la création du taekwondo, ont induit une forte propagande et une déformation volontaire des faits historiques dans chacune de ces organisations, notamment au sujet des origines et de la création du taekwondo.

### Origines (avant 1959)

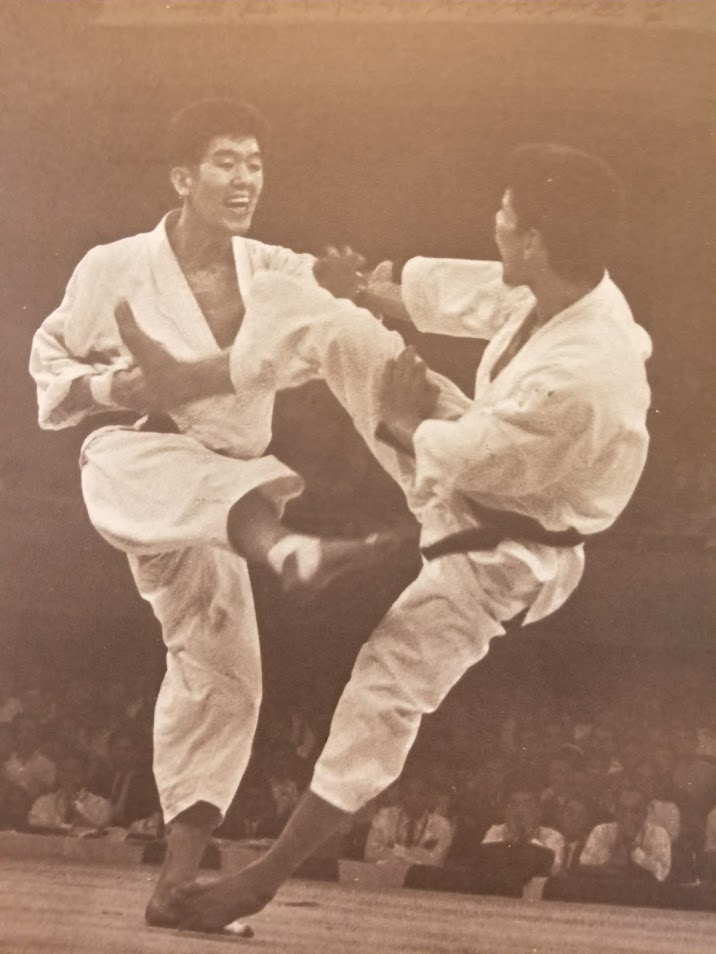
Le taekwondo est dérivé du karaté Shotokan ici représenté, tel qu'il était pratiqué et enseigné en Corée pendant l'occupation japonaise.

Le taekwondo est généralement présenté comme l'héritier des arts martiaux coréens antiques, comme le taekkyon et le subak (en) ; on peut en effet retrouver certains points communs entre les techniques utilisées dans ces arts martiaux et celles du taekwondo, surtout du point de vue des techniques de jambes, prépondérantes,. Toutefois, ces points communs sont considérés par certains historiens de la discipline comme insuffisants et surtout postérieurs à la volonté politique de création d'un art martial spécifiquement national, après l'occupation japonaise de la Corée, d'autant plus que la pratique du taekkyon avait quasiment disparu au début du XXe siècle, à tel point que ces historiens qualifient la filiation entre le taekwondo et ces arts anciens de mensonger, d'argument de propagande,,.
Les origines établies et incontestées du taekwondo remontent à la fédération progressive, entre la fin des années 1950 et le début des années 1960,, des principales écoles d'arts martiaux coréennes (kwans), qui enseignaient alors le « karaté coréen », appelé Tang Soo Do (« Voie de la main de Chine ») ou Kong Soo Do (« Voie de la main vide »), une pratique martiale issue du karaté Shotokan développé au Japon, notamment parce que la pratique des arts martiaux coréens avait été interdite par l'occupant, tout comme beaucoup d'autres éléments de la culture coréenne. À partir de 1955, sous l'impulsion du gouvernement coréen, et en particulier du président Syngman Rhee, dans le but politique d'exalter le patriotisme de la jeune nation sud-coréenne, le développement d'un art martial national et sa diffusion à l'ensemble des écoles d'arts martiaux coréennes ont été confiés principalement au général Choi Hong Hi, qui dirigeait le plus ancien des kwans, l’école Chung Do Kwan, et la principale école militaire d'arts martiaux, nommée Oh Do Kwan. Choi Hong Hi proposa, avec son instructeur Nam Tae Hi (en), le nom de Tae Kwon Do, le 11 avril 1955, et utilisa son influence pour imposer progressivement ce terme, qui commença à être popularisé en Corée principalement à partir de 1959, lorsque plusieurs écoles et organisations se réunirent sous l’égide de la Korea Taekwon-Do Association (en) (KTA).

### Promotion internationale du taekwondo (1959-1965)
Une des premières importantes étapes du processus d'unification est la promotion internationale du Taekwon-Do par des équipes de démonstration, composées de ses représentants les plus techniques et spectaculaires. En mars 1959, une première tournée de démonstration fait découvrir à Taïwan et au Sud-Viêt Nam ce nouvel art martial.
Nommé ambassadeur en Malaisie, le général Choi abandonne la présidence de la KTA pour se consacrer à la diffusion du Taekwondo dans ce pays, après avoir effectué une démonstration dans un stade à la demande du premier ministre Malais. Ce travail de promotion aboutira à la création de l’Association malaise de Taekwondo en 1963.
Dès le départ en Malaisie du général Choi (1961), le président Park Chung Hee (박정희) décida d'ordonner une réunification des différentes écoles. En effet, hormis les élèves des écoles Chundokwan et Ohdokwan, seule une faible minorité pratiquaient le taekwondo tel que défini par le général Choi, et de nombreux maîtres, insatisfaits du nom « taekwondo » continuèrent à enseigner sous les noms « Gongsoodo », « Dangsoodo » et « Soobahkdo ». Hwang Kee (황기), le principal rival de la KTA, avait créé sa propre fédération : Korea Dangsoodo association, qui changera plus tard en Korea Soobahkdo Association. Le 16 septembre 1961, une nouvelle réunion a lieu, et les différents représentants tombent d'accord sur le terme « taesoodo » qui combine les termes de taekkyon, gongsoodo, soobahkdo et dangsoodo. La KTA est donc renommée Korea Taesoodo Association.
En 1961-62, le taekwondo est pratiqué par les militaires coréens autant que par la population civile de ce pays, mais aussi par les forces armées américaines stationnées en Corée. Ces mêmes années, le taekwondo est introduit à l’académie militaire de West Point aux États-Unis.
En juin 1963, une démonstration a lieu dans le bâtiment des Nations unies, à New York, et le Tae Kwon Do est choisi pour l’entraînement des militaires du Sud Viêt Nam.Toujours en 1963, les associations nationales de Singapour et de Brunei sont créées.
En 1964, Lee Jong soo (un élève de Lee Jong woo) introduit le Tae Kwon Do au Canada en y établissant le premier dojang, à Montréal.
En 1965, Choi Hong hi, Lee Jong soo et Kim Soon bae dirige une nouvelle tournée de démonstration internationale pour assurer la promotion du Tae Kwon Do. La délégation compte 19 personnes en tout. La tournée inclut les pays suivants: Allemagne de l’Ouest, Italie, Égypte, Turquie, Émirats arabes unis, Malaisie et Singapour. Les membres de l'équipe de démonstration étaient Han Cha Kyo (VIe dan à l’époque), Kim Jun Kun (Ve dan), Kwon Jai Hwa (Ve dan) et Park Jong Soo (Ve dan). À l'issue de cette tournée, des associations nationales sont créées dans ces pays.
La même année, à son retour en Corée, le général Choi redevient président de la KTA. Le 5 août 1965, il organise un vote pour évincer du nom de l'organisation le terme de taesoodo et restaurer celui de taekwondo. Les conditions de ce vote sont restées douteuses, car le nom taekwondo, qui ne contentait que l'Ohdokwan et le Chungdokwan, ne fut choisi qu'avec une voix d'écart. La KTA fut donc renommée Korea Taekwondo Association et l'usage du terme taekwondo s'imposa alors définitivement.

### Scission entre la KTA et l'ITF (1966)
Les tensions se faisaient de plus en plus fortes entre les membres de la KTA et le général Choi, car celui-ci ne reconnaissait militairement que les ceintures noires de son école et de l'école Chungdokwan, ce qui était pris comme un affront par les autres maîtres. De plus, il continuait à évoluer dans son programme, sans tenir compte des autres maîtres.[réf. nécessaire]
Peu après, en 1966, Choi quitte la KTA, sous la pression des leaders d'autres écoles d'arts martiaux comme Lee Jong-woo et Uhm Woon-kyu qui le considéraient comme un « fauteur de troubles permanent », en ayant négocié la possibilité de fonder sa propre fédération, d'envergure internationale, l'International Taekwon-Do Federation (ITF), qu'il crée effectivement le 22 mars 1966, à l'hôtel Chosun de Séoul.
Les pays fondateurs de l’ITF sont donc la Corée, le Viêt Nam, la Malaisie, Singapour, l’Allemagne de l’Ouest, les États-Unis, la Turquie, l’Italie et les Émirats arabes unis. Choi commence à cette époque à clamer que le taekwondo est le « sport national » de la Corée .
Afin que l’ITF bénéficie d'une influence politique suffisante pour rivaliser avec la KTA, Choi offre le titre de directeur honoraire de l’ITF à Kim Jong-pil, créateur des services de renseignement de la KCIA.
En 1968, Choi visite la France à l’occasion du symposium sur le sport militaire et y organisa une démonstration devant les représentants de 32 pays. La même année, le Royaume-Uni forme une association nationale de Taekwondo, et le général se rend en Espagne, au Canada, aux Pays-Bas, en Belgique et en Inde. En 1969, Choi effectue une tournée dans 29 pays afin d'y rencontrer des instructeurs de ces différents pays et d'effectuer les prises de vues qui illustrent la première édition de Taekwon-Do: A Textbook For Basic & Advanced Students parue en 1972 et plus connue sous les surnoms d'« Encyclopédie » ou de « Bible du Taekwon-Do ».
De son côté, la KTA commença à fonder un programme technique commun et nomma un comité de création de formes, composé de Kwak Kun Sik (Chung Do Kwan), Lee Yong Sup (Song Moo Kwan), Park Hae Man (Chung Do Kwan), Hyun Jong Myung (Oh Do Kwan) et Kim Soon Bae (Chang Moo Kwan). Ils créèrent les poumsés (품새) Palgwae et Yudanja (Koryeo (고려) à Ilyeo (일여)), mais ces poumsés furent créés sans la participation de deux Kwan originaux, Ji Do Kwan et Moo Duk Kwan, fusionnés au sein de la Korea Soo Bahk Do association. Quelques années plus tard, sous l'impulsion de Chong Hong Soo, Im Young Taek (Moo Duk Kwan) et Lee Chong Woo (Ji Do Kwan), une partie de ces Kwan rejoignit la KTA (les Jidokwan Lee Jong woo et Bae Young Ki, et le Moo Duk Kwan Han Yong Tae), qui décida de refaire les poumsés, en créant de nouveaux : les taegeuk (태극).
En 1971, le gouvernement décida de construire le Kukkiwon (국기원), siège mondial de la KTA, qui fut fondé en 1972 à Séoul,.

### Concurrence internationale entre l’ITF et la WTF (à partir de 1973)
En 1972, Choi introduit le Taekwon-Do en Bolivie, République dominicaine, Haïti et Guatemala. Mais confronté à une situation politique particulièrement difficile dans son pays, il est contraint à l’exil : en effet, le gouvernement sud-coréen désapprouve une initiative de Choi de faire une démonstration de Taekwondo en Corée du Nord, où il se rend en 1966. Le développement du Taekwon-Do en Corée du Nord est dû notamment à Yoon Byung-in.
Afin de ne pas perdre la direction de l'ITF, et avec l’accord des pays membres de l’organisation, Choi déplace le siège de l’ITF à Toronto, au Canada, d’où il espère pouvoir diffuser plus aisément le Taekwondo dans les pays de l’Est.

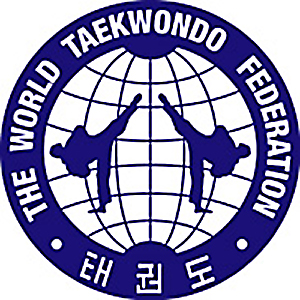
Ancien logo de la WTF, créée en 1973.

Considérant que seulement OhDoKwan demeure affilié à ITF et que tous les autres Kwans demeurent solidaires à la Korea Taekwondo Association, la WTF (World Taekwondo Federation ou Fédération Mondiale de Taekwondo) est fondée en 1973. Les premiers championnats du monde de taekwondo WTF sont organisés en 1973 et seront par la suite organisés tous les deux ans.
En 1975, ITF et WTF sont en lice pour obtenir la reconnaissance officielle de fédération internationale (FI). En effet l'Association générale des fédérations sportives internationales (AGFSI) tient son assemblée générale annuelle à Montréal. (Un an avant les Jeux Olympiques de Montréal). Les deux fédérations de tae kwon do déposent leur mémoire. Finalement, c'est la WTF qui est reconnue à titre de FI officielle de régie du taekwondo.
Bénéficiant de l’appui du gouvernement et d'instances internationales de sports la WTF se développe très rapidement, surtout dans les pays de l’Ouest.
Par rapport à l'ITF, en interdisant les coups de poing au visage puis en imposant l'usage de nombreuses protections, elle popularise une pratique du taekwondo moins centrée sur la dimension martiale et davantage sur le sport de combat en tant que pratique sportive, c'est-à-dire comme exercice physique régulé et codifié, visant à protéger l'intégrité physique des pratiquants, plutôt que sur le combat en tant qu'approximation d'un affrontement libre.
Elle revendique désormais plus de 80 millions d'adhérents dans plus de 200 pays,.
Dès lors, l'ITF et la WTF rivaliseront de manière plus ou moins conflictuelle, proportionnellement à l'intensité de la guerre froide et des conflits entre la Corée du Sud et du Nord.
Après la création de la WTF, le général Choi continue son travail de développement du Taekwon-Do originel par le biais de l'ITF. Une nouvelle équipe de démonstration part en tournée dès novembre 1973. Maître Park Jong Soo, désormais VIIIe dan, en fait toujours partie. Il est accompagné par Maître Rhee Ki Ha, Maître Park Sun Tae et Maître Choi Chang Keun. Ils visitent 23 pays d’Europe, d’Asie, du Moyen-Orient et d’Afrique, et établissent des organisations nationales dans 5 d’entre eux.
Sans s’arrêter de voyager, le général Choi assiste à l’organisation du Ier championnat du Monde en 1974 à Montréal (Canada) et du Ier championnat d’Europe à Amsterdam (Pays-Bas) en 1976.
En 1978, une nouvelle équipe de démonstration est constituée. Elle comprend Maître Choi Chank Keun, Park Jung Tae, Rhee Ki Ha et Leong Wei Meng. Ces deux derniers, ainsi que Park Jong Soo, ont aujourd’hui le grade de Grand Maître.
En 1979, l’AETF (All Europe Taekwon-Do Federation) est fondée à Oslo (Norvège).
Les équipes de démonstrations se succèdent, voyageant dans le monde entier pour introduire le Taekwon-Do.
L’année 1980 est une année historique pour le Taekwon-Do et pour le général Choi, puisqu’une équipe de 15 membres (comprenant son fils maître Choi Jung Hwa) effectue une tournée en Corée du Nord, pays natal du Général Choi.
C’est la première fois que le Taekwon-Do est introduit dans ce pays.
En 1981, une équipe de démonstration composée de nord-coréens et de sud-coréens est présentée par le Général Choi.
En 1985, le siège de l’ITF s'installe à Vienne.
Le décès du président de l'ITF, le général Choi Hong Hi, survient le 15 juin 2002. Sa succession est disputée et occasionne la scission de l'ITF en 3 organisations concurrentes : une ITF dont le siège se situe à Londres et présidée par Choi Jung Hwa (en), fils unique du général Choi Hong Hi, une autre ITF dont le siège se situe à Pyongyang et dirigée par Jang Ung à partir du congrès de Pyongyang du 22 septembre 2002 et enfin une dernière ITF dont le siège se situe à Benidorm et dirigée par Tran Trieu Quan (en) à partir du Congrès de Varsovie du 13 juin 2003 puis par Pablo Trajtenberg depuis 2011.
Le taekwondo ITF revendique aujourd'hui 50 millions d'adhérents dans 127 pays.

### Ère olympique (depuis 2000)

Logo actuel de la Fédération mondiale de taekwondo (depuis son renommage en WT en 2017).

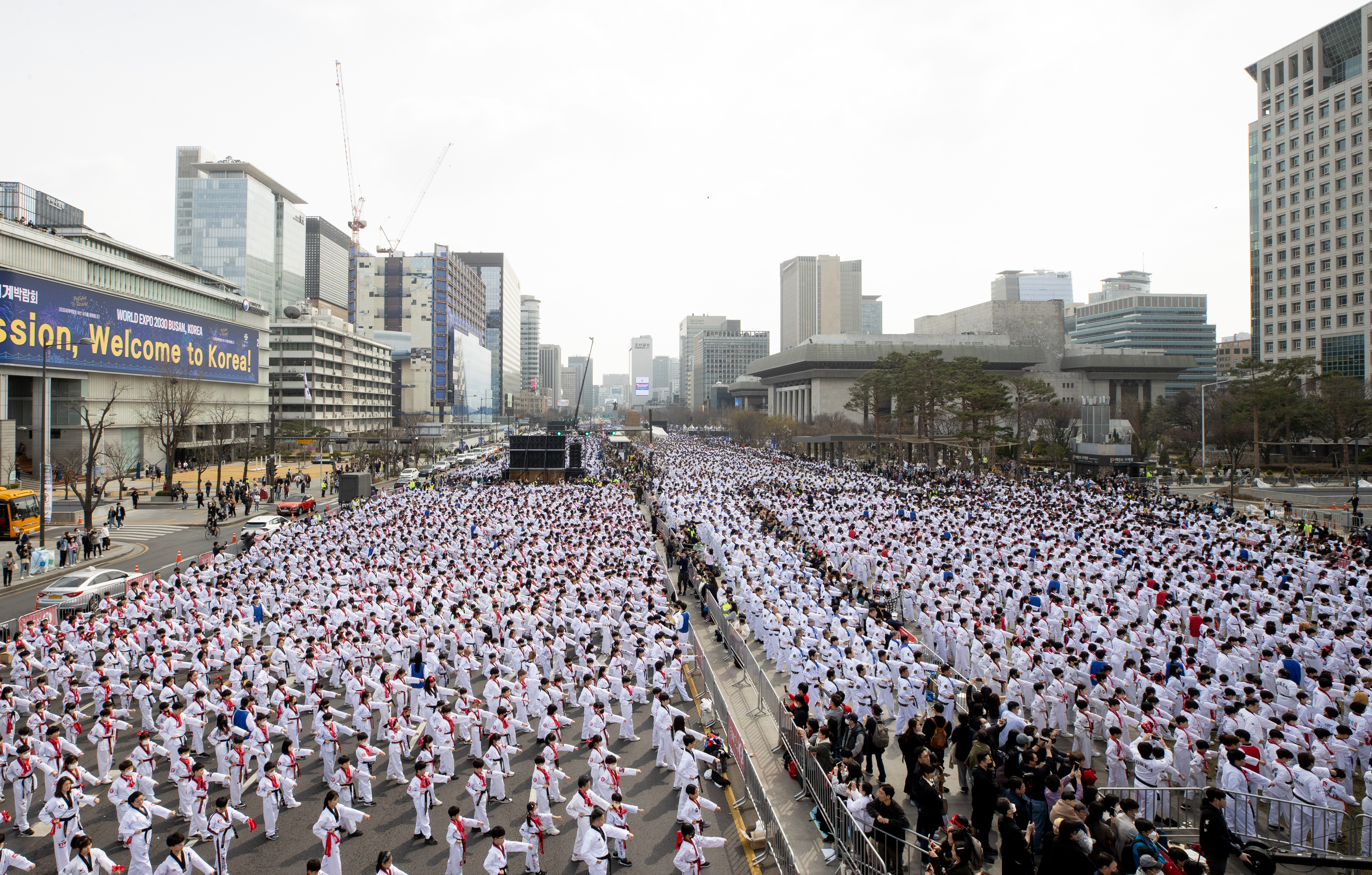
Kukki Taekwondo Festival du 25 mars 2023.

Le taekwondo WTF est présenté comme sport de démonstration aux Jeux olympiques de Séoul en 1988 et à ceux de Barcelone en 1992 avant de devenir sport olympique à partir des jeux olympiques d'été de 2000, ce qui intensifie sa popularisation par rapport au Taekwon-Do ITF.
En préparation du second sommet intercoréen de 2007, des rencontres ont été organisées entre les dirigeants de l'ITF (à laquelle sont affiliés les athlètes nord-coréens), alors présidée par Jang Ung, et de la WTF (proche des instances officielles sud-coréennes), dirigée alors par Choe Chung-won, afin d'unifier les deux fédérations mondiales de taekwondo.
Pendant les Jeux olympiques de la jeunesse d'été de 2014, un accord (Memorandum of Understanding) est signé entre la WTF et l'ITF pour que les membres de chacune de ces deux organisations puissent participer aux compétitions organisées par l'autre ; en particulier, cet accord permet aux membres de l'ITF de participer aux compétitions olympiques suivantes, selon les règles définies par la WTF.
En 2017, à l'occasion du championnat du monde organisé par la WTF à Muju, l'ITF a déclaré qu'elle enverrait une délégation de 36 membres, dont Jang Ung et une équipe de démonstration.
Le 23 juin 2017, la World Taekwondo Federation annonce son renommage en World Taekwondo (WT) pour éviter les « connotations négatives » de l'acronyme WTF. À noter que World Taekwondo est officiellement l'unique fédération internationale de régie du taekwondo, étant reconnue à ce titre par l'AGFSI. En effet, une fédération internationale (FI) pour obtenir officiellement un statut de FI doit préalablement être reconnue par ses pairs de l'Association générale des fédérations sportives internationales (AGFSI).
Le 30 mars 2018, le taekwondo est inscrit dans la loi sud-coréenne comme « art martial national sud-coréen ». Le 25 mars 2023, pour fêter les cinq ans de cette législation, 12 263 taekwondoïstes ont effectué ensemble la plus grande démonstration de taekwondo de l'histoire (record validé par Guinness World Records).

## Entraînement

### Équipement
La tenue de base du taekwondo est un dobok, généralement blanc. L'ampleur du pantalon permet de ne pas gêner les coups de pied, même avec un écartement maximal des jambes. Il est fermé par une ceinture nouée par un nœud plat. Lors des entraînements au combat en contact partiel ou plein, des protections sont rajoutées à ce dobok.

### Techniques

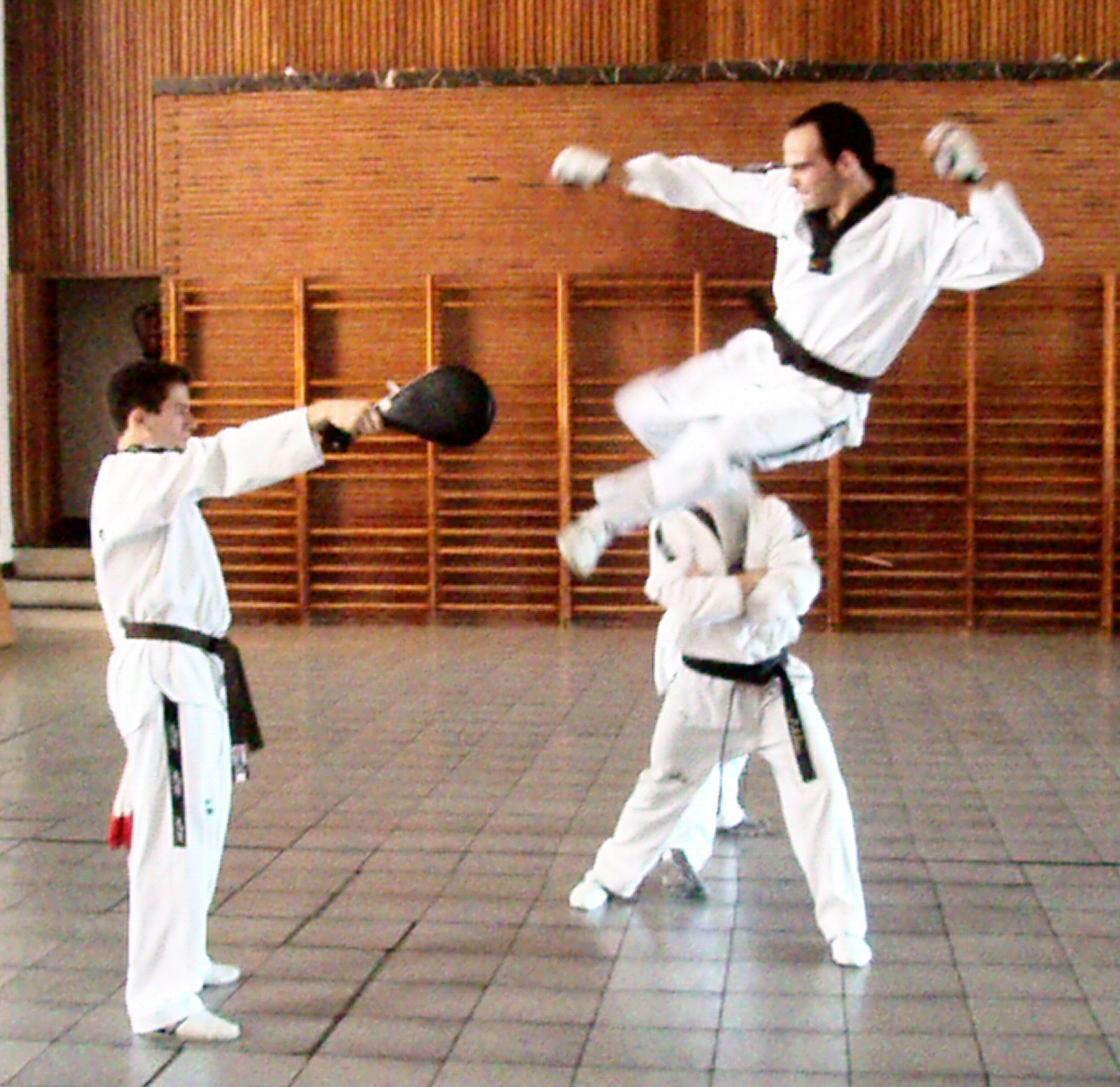
Exemple d'entraînement aux coups de pied sur raquette de frappe.

Le taekwondo est surtout célèbre pour ses techniques de pied spectaculaires.

#### Principales techniques de pied (tchagui(차기))
| NOM                             | MOUVEMENT                | SURFACE DE FRAPPE                    |
| ------------------------------- | ------------------------ | ------------------------------------ |
| Ap tchagui (압차기)             | direct (avant)           | bol du pied                          |
| Yop tchagui (옆차기)            | latéral                  | talon ou tranchant du pied           |
| Dolyeu tchagui (돌려차기)       | circulaire (avant)       | dessus du pied ou bol du pied        |
| Bandal tchagui (반달차기)       | semi-circulaire (avant)  | dessus du pied ou bol du pied        |
| Dwitt tchagui (뒤차기)          | direct (arrière)         | talon ou plat du pied                |
| Nelyeu tchagui (내려차기)       | de haut en bas (marteau) | talon ou plat du pied (jambe tendue) |
| Mom dolyeu tchagui (몸돌려차기) | retourné circulaire      | talon ou plat du pied (jambe tendue) |

Contrairement à de nombreuses idées reçues, en particulier à cause des règles de compétition, qui n'autorisent les coups qu'au-dessus de la ceinture, les différents coups de pied peuvent être exécutés à tous les niveaux : bas (jambes ou éventuellement organes génitaux), moyen (plexus solaire ou côtes flottantes), ou haut (visage ou gorge).
L'entraînement aux techniques de coups de pied se réalise souvent à l'aide de raquettes de frappe, pour améliorer la précision des coups et la réactivité. Les paos sont utilisés pour s'entraîner à taper plus en puissance et à enchaîner des séries de coups identiques rapides. Plusieurs types de coups de pied peuvent aussi être enchaînés l'un après l'autre. Des suites de mouvements peuvent être créées afin de travailler la mémoire active.

#### Techniques de main

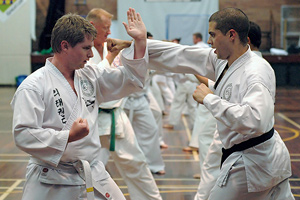
Entraînement au blocage (Bakkat Makki).

Les techniques de main servent à se défendre et à riposter. Elles ne sont quasiment pas utilisées en compétition mais plutôt en entraînement, notamment pour les pomsaes et la self-défense.
- d'un nom de position de main : Jumeok (주먹) le poing de face, Deungjumeok (등주먹) (le revers du poing), Mejumeok (메주먹) (le marteau du poing), Sonnal (손날) (le tranchant de la main), Batangson (바탕손) (la paume), Pyeonsonkkeut (편손끝) (la pointe des doigts tendus et serrés), Kawisonkkeut (가위손끝) (le bout de 2 doigts tendus et écartés), Palkup (팔굽) (le coude), Palmok (팔목) (l'avant-bras)…
- d'un nom de mouvement : Yop (옆옆) (coup latéral), Naeryeo (내려) (de haut en bas, coup du marteau), Bandae (반대) (avec la main du côté opposé à celui de la jambe arrière), Baro (바로) (avec la main du même côté que la jambe arrière)…
- d'un nom de hauteur : Arae (아래) (niveau bas), Momtong (몸통) (niveau moyen), Olgul (얼굴) (niveau haut)…
- d'un nom de technique : Chigi (치기)(frappe), Jireugi (지르기)(coup de poing), Tzireugi (찌르기)(frappe piquée), ou Makki (막기)(blocage).

En plus des techniques traditionnelles, il y a aussi :
- de la casse (Kyokpa)
- de l'auto-défense (Ho-Shin-Soul)

#### Formes

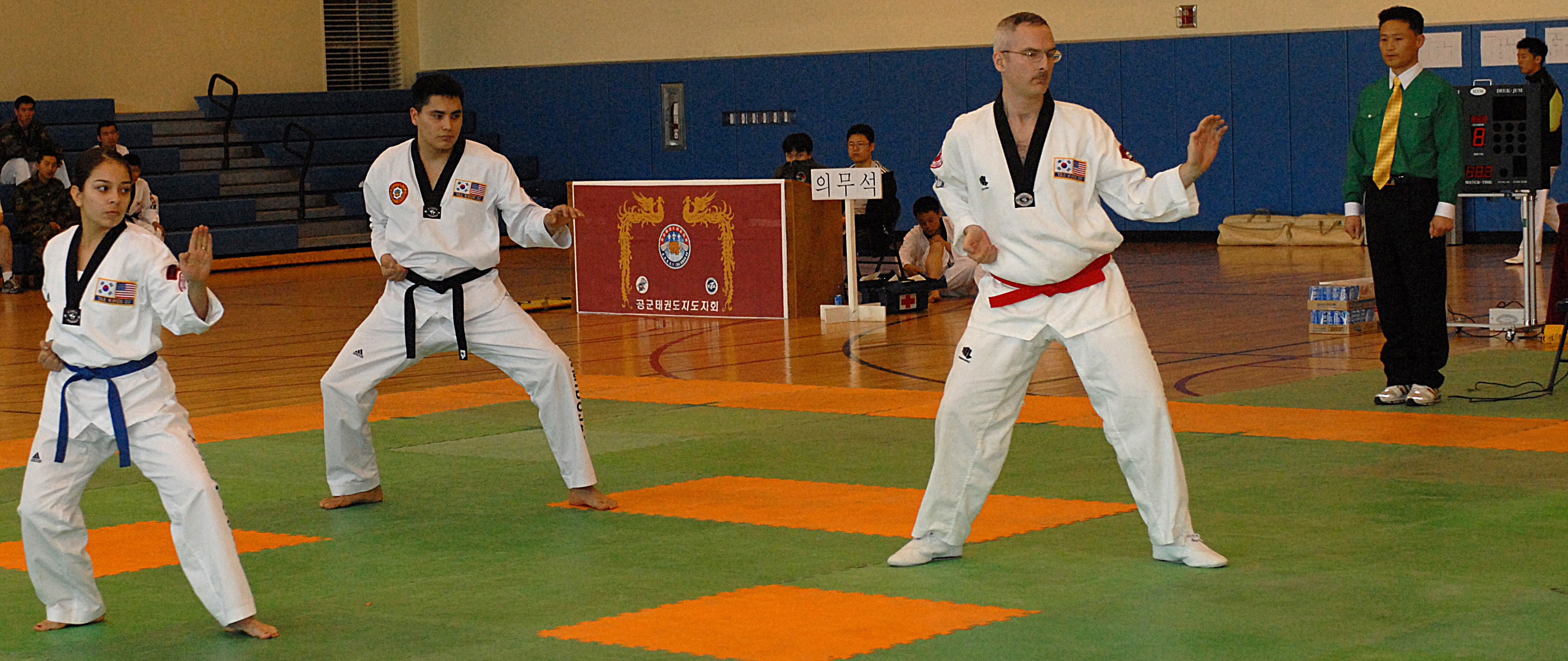
Exécution de poumsé lors d'un passage de grade.

Les formes de taekwondo, qui sont, comme dans d'autres arts martiaux, des enchaînements de techniques exécutées sans adversaire, s'appellent des poumsés (terme officiel WTF), teuls (en) (terme officiel ITF) ou hyeong (terme originel).
En taekwondo WTF, le pomsae débute et se termine par la position « Tchaliot Seugui » suivi du salut « Kyongnye ». Il s’annonce à haute voix. Il se déroule suivant un diagramme différent, selon sa complexité. Le point de départ doit être également celui du retour après la prestation. Un pomsae doit être réalisé avec intensité, de manière à faire sentir une réelle impression de combat dans l’exécution des différents mouvements avec la plus grande efficacité contrôlée. Chaque forme possède son propre rythme. Le poumsé s’exécute dignement, avec un dobok propre et une ceinture correctement nouée.
La réalisation des formes a une importance capitale pour monter en grade. En taekwondo ITF comme en WTF, il existe 8 formes normales et 9 supérieures.

##### Liste des poumsés
| No | Normaux            | No | Supérieurs |
| -- | ------------------ | -- | ---------- |
| 1  | Taegeug IL-Jang    | 1  | Koryo      |
| 2  | Taegeug Yi-Jang    | 2  | Kemgang    |
| 3  | Taegeug Sam-Jang   | 3  | Taebaek    |
| 4  | Taegeug Sah-Jang   | 4  | Pyongwon   |
| 5  | Taegeug Oh-Jang    | 5  | Sipjin     |
| 6  | Taegeug Youk-Jang  | 6  | Jitae      |
| 7  | Taegeug Tchil-Jang | 7  | Chonkwon   |
| 8  | Taegeug Pal-Jang   | 8  | Hansu      |
|    |                    | 9  | Ilyeo      |

## Philosophie
Les différents styles de taekwondo reposent sur différentes approches philosophiques. Cependant, la plupart se réfèrent aux cinq principes du taekwondo définis par Choi Hong-hi en s'inspirant des cinq préceptes de la vie séculaire du Hwa Rang Do (en), et auxquels les élèves du taekwondo ITF doivent prêter serment : courtoisie, intégrité, persévérance, contrôle de soi et « esprit indomptable »,.

## Grades
Les capacités individuelles de développement personnel, d'engagement et de technique des pratiquants de taekwondo sont évaluées et signalées par des grades qui varient et ne sont pas normalisés d'une fédération à l'autre. Ainsi, la correspondance entre grades et couleurs de ceinture peut varier : par exemple, la fédération française FFTDA utilise sept couleurs différentes pour les enfants et quatre pour les adultes, tandis que la fédération belge ABFT en compte cinq pour les adultes.
Toutefois, ces grades sont toujours répartis sur deux échelles de promotion : d'abord les grades (keup, 급), puis, à partir du niveau de maîtrise exprimé par le port d'une ceinture noire, les degrés (dan, 단).
Les grades inférieurs sont indiqués par un nombre (du plus grand pour les débutants au plus petit pour les plus avancés) et le terme keup, et symbolisés par une couleur de ceinture (blanc pour les débutants, à rouge pour les plus avancés), qui peut comporter une ou plusieurs bandes de la couleur du rang supérieur selon les fédérations et l'âge des pratiquants. Chaque couleur de ceinture a une signification particulière : le blanc représente la pureté, l’innocence de l’initié et son ignorance vis-à-vis de la pratique ; le jaune, couleur du soleil levant, représente l'éveil ; le bleu, couleur de l'eau, représente la clarté ; le rouge, couleur du feu, représente la puissance, le noir, couleur de la plénitude, représente le savoir et la sagesse.
Les grades supérieurs (ceinture noire), appelés dan ou « degré », évoluent du plus petit (1er dan) au plus élevé (10e dan honorifique, souvent décerné à titre posthume). Pour les juniors, qui ne peuvent pas passer de degré, la ceinture noire est remplacée, à partir de l'âge de 14 ans minimum, par une ceinture bicolore rouge et noire (grade Il Poom). Un âge minimal est requis pour l'obtention des différents degrés (en France, 14 ans pour le 1er dan, 16 ans pour le 2e, 18 ans pour le 3e, etc.).
| Keup | Ceintures enfants                         | Ceintures adultes (FFTDA)          | Ceintures adultes (ABFT)                 |
| ---- | ----------------------------------------- | ---------------------------------- | ---------------------------------------- |
| 15   | Ceinture blanche                          |                                    |                                          |
| 14   | Ceinture jaune                            |                                    |                                          |
| 13   | Ceinture jaune avec une barrette orange   |                                    |                                          |
| 12   | Ceinture orange                           |                                    |                                          |
| 11   | Ceinture orange avec une barrette verte   |                                    |                                          |
| 10   | Ceinture verte                            | Ceinture blanche                   | Ceinture blanche                         |
| 9    | Ceinture verte avec une barrette violette | Ceinture jaune                     | Ceinture blanche avec une barrette jaune |
| 8    | Ceinture violette                         | Ceinture jaune barre bleue         | Ceinture jaune                           |
| 7    | Ceinture violette avec une barrette bleue | Ceinture jaune double barre bleues | Ceinture jaune avec une barrette verte   |
| 6    | Ceinture bleue                            | Ceinture bleue                     | Ceinture verte                           |
| 5    | Ceinture bleue avec une barrette rouge    | Ceinture bleue barre rouge         | Ceinture verte avec une barrette bleue   |
| 4    | Ceinture bleue avec deux barrettes rouges | Ceinture bleue double barre rouges | Ceinture bleue                           |
| 3    | Ceinture rouge                            | Ceinture rouge                     | Ceinture bleue avec une barrette rouge   |
| 2    | Ceinture rouge avec une barrette noire    | Ceinture rouge barre noire         | Ceinture rouge                           |
| 1    | Ceinture rouge avec deux barrettes noires | Ceinture rouge double barre noires | Ceinture rouge avec une barrette noire   |

En France, des grades avec des noms d'animaux existent également pour les plus jeunes (moins de 5 ans), dans le cadre du programme Baby Taekwondo : grue, aigle, phœnix, chat, lynx, tigre, tortue, serpent et dragon.

### Titres des instructeurs
Les grades peuvent également être assortis de titres.
Par exemple, en ITF, les instructeurs des 1er au 3e dan sont appelés boosabum (부사범 ; 副師範 ; assistant instructeur »), ceux des 4e au 6e dan sont appelés sabum (사범 ; 師範 ; « instructeur »), ceux qui détiennent les 7e à 8e dan sont appelés sahyun (사현 ; 師賢 ; « maître »), et ceux qui détiennent le 9e dan sont appelés saseong (사성 ; 師聖 ; « grand maître »).
En WT, les instructeurs titulaires d'un 1er à un 3e dan sont considérés comme des instructeurs adjoints (kyosa-nim), ne sont pas encore autorisés à délivrer des grades et sont généralement considérés comme ayant encore beaucoup à apprendre. Les instructeurs titulaires d'un 4e à 6e dan sont considérés comme des maîtres instructeurs (sabum-nim) et sont autorisés à classer les élèves à des rangs inférieurs au leur. Les titulaires d'un 7e à 9e dan sont considérés comme des grands maîtres. Les grades délivrés par le Kukkiwon sont également assortis d'une condition d'âge, les grands maîtres devant avoir plus de quarante ans.

### Passages de grades
Les élèves doivent passer des examens pour obtenir un grade, et les promotions se font à un rythme variable selon l'école.
En France, les examens pour les 1er et jusqu’au 4e dan se déroulent au niveau régional. Les candidats s’inscrivent auprès des Ligues (Comités régionaux) de la FFTDA. Les examens sont indiqués, sur le calendrier sportif régional. Une date limite d'inscription est fixée pour chaque examen, par la Ligue. Pour les grades supérieurs au 4e dan les examens se dérouleront au niveau national (au minimum un par saison sportive) par décision de la CSDGE. Les examens sont indiqués, sur le calendrier sportif national. Les dossiers d'inscription des candidats doivent parvenir au siège de la Fédération par l'intermédiaire du président de la Ligue. Les dates d'examens nationaux et les stages préparatoires sont mentionnés au calendrier national. Une date limite d'inscription est fixée pour chaque examen par la C.S.D.G.E.

## Compétition

### Compétitions de combat

#### Règlement des compétitions WT

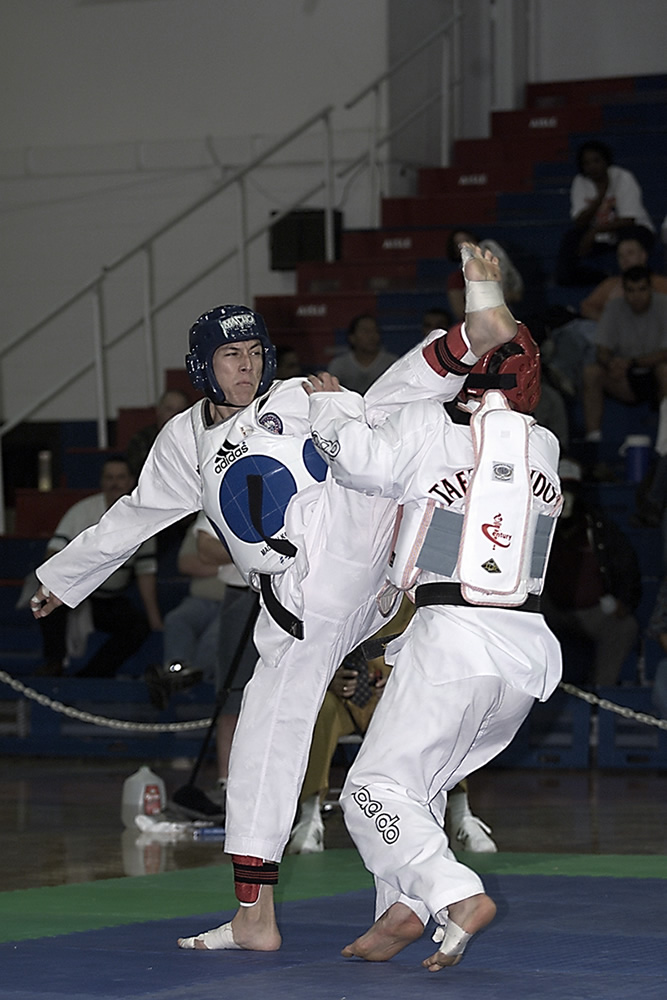
Exemple d'équipement de combat, en 2005 : dobok, ceinture, plastron, casque et protège-tibias. Ne sont pas visibles mais présents les protège-avant-bras et la coquille génitale. Les gants et le protège-dents n'étaient pas encore admis en compétition par la WT.

Lors des combats, le combattant doit obligatoirement porter l'ensemble de l'équipement de protection, vérifié par les inspecteurs du bureau de contrôle,. .
Lors des compétitions inscrites au calendrier des événements de la Fédération mondiale de taekwondo (WT), le dobok ou l'uniforme de compétition et tout l'équipement de compétition (tel que les tapis, les systèmes de protection et de notation (PSS), le système de relecture vidéo instantanée (IVR) et l'équipement de protection) doivent être ceux approuvés par la WT. 
Les compétiteurs doivent porter un dobok ou une tenue de compétition approuvée par la DT, un plastron PSS pour le tronc, un casque PSS pour la tête, des protections tibiales (protège-tibias, sous la tenue), cubitales (protège-avant-bras, sous la tenue), génitales (coquille, sous la tenue), des protections des pieds (pitaines), des gants (mitaines), des chaussettes PSS et être équipés d'un protège-dents avant d'entrer dans l'aire de combat. Le casque doit être fermement rangé sous le bras gauche en entrant dans l'aire de compétition. Le casque doit être mis sur la tête après l'entrée dans l'aire de combat, lorsque l'arbitre en donne l'instruction. Le casque des cadets peut être équipé d'un écran facial,.

##### Coups autorisés
- Tous les coups doivent être portés debout et au-dessus de la ceinture.
- Les coups de pied sont autorisés au niveau du plastron ou du casque. Le coup le plus couramment utilisé en compétition est le bandal-tchagi (coup de pied semi-circulaire).
- Les coups de poing utilisant « les parties avant de l’index et du médius du poing étroitement serré » sont autorisés uniquement au niveau du plastron[62]. Comme leur utilisation était très rare, depuis le début de la saison 2007-2008, un assouplissement des règles d'arbitrage demandent presque un standing down à chaque coup de poing placé correctement et avec suffisamment d'impact[réf. nécessaire].

#### Comptage des points
- Un coup de pied porté à la tête rapporte 3 points, ou 5 points si le coup de pied utilisé est retourné. Est entendu comme coup valide tout coup de pied touchant le casque/tête s'il n'est pas précédé d'une faute.
- Un coup de pied porté dans le plastron rapporte 2 point, ou 4 points si le coup de pied utilisé est retourné. Le coup de poing quant à lui rapporte 1 point.
- En cas de standing down, c'est-à-dire qu'un combattant recevant un coup est incapable de poursuivre le combat immédiatement, il est compté par l'arbitre jusqu'à 8 secondes. Si à la fin du décompte le combattant pousse un kiap, il reprend le combat (on n'attribue plus de points supplémentaires). L'arbitre pourra compter jusqu'à dix, s'il estime que le combattant n'est pas en mesure de reprendre le combat, même si ce dernier pousse le kiap, dans ce cas, il est déclaré KO.

##### Arbitrage

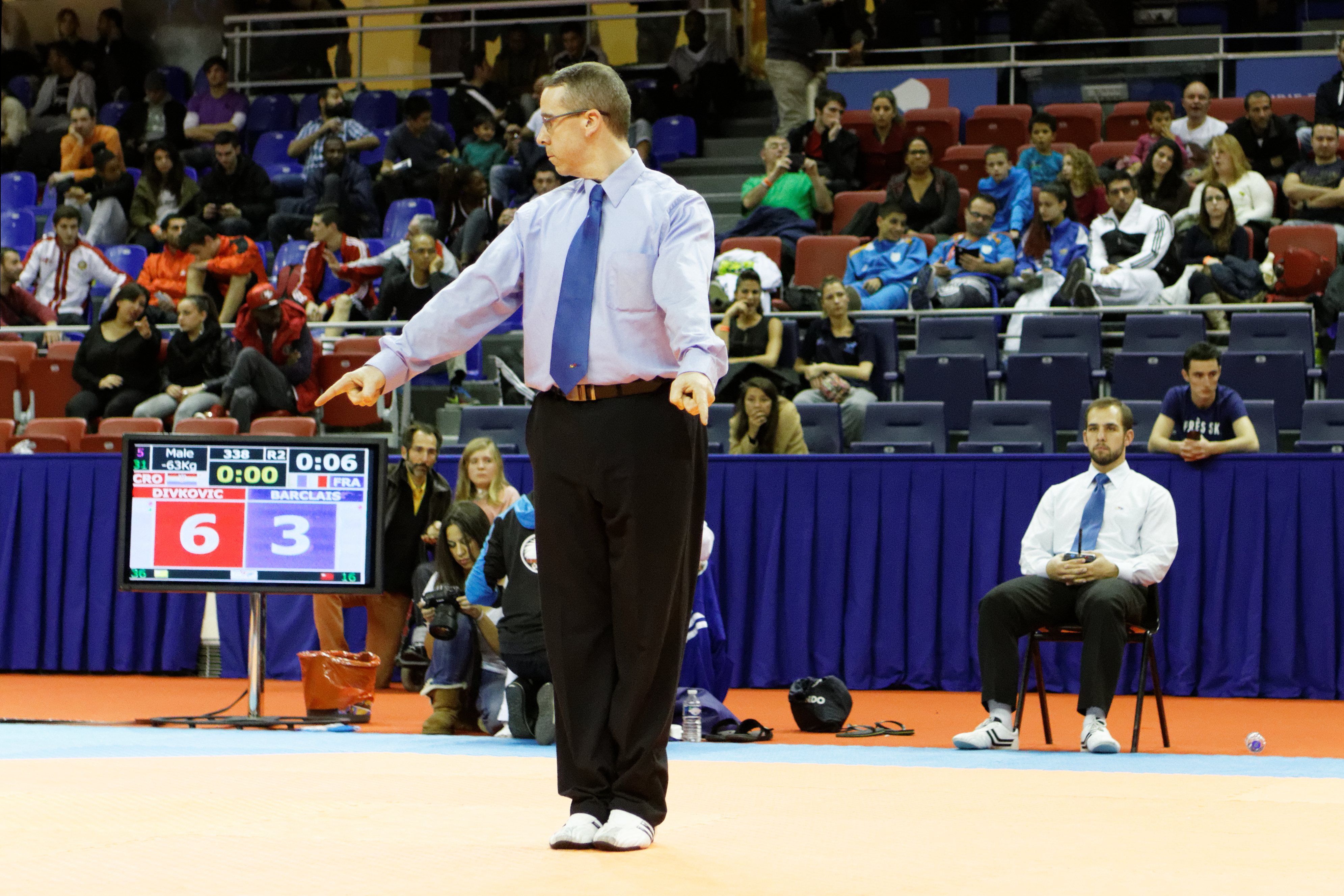
Arbitre central lors d'un combat au Tournoi international de Paris en 2014.

Ceci n'est qu'un résumé de l'arbitrage, il regroupe juste les règles de base à savoir pour comprendre et apprécier un combat lors d'une compétition combat.
- L'aire de compétition, incluant l'aire de combat et la zone de sécurité, est un octogone d'environ 3,3 m de côté (pour une surface d'environ 52m²). Elle est entourée d'une zone de sécurité d'une largeur d'au moins 2m[63]. L'aire de combat et la zone de sécurité doivent être de couleurs différentes, comme il est inscrit dans le manuel technique de la compétition. La couleur des tapis ne doit pas être réfléchissante pour éviter toute fatigue visuelle aux combattants ou aux spectateurs.
- Sur l'aire se trouvent uniquement les deux compétiteurs et l'arbitre central. À chaque angle de l'aire se trouve un juge (ce sont eux qui valident les points), et face au public se trouve la table d'arbitrage avec la « scoring machine » (appareil affichant le round, le temps restant, le score et les sanctions) et le ou les superviseur(s).
- Un point est un coup porté dans une zone autorisée avec une partie du corps autorisé, avec force, précision et impact. Un point ne peut être validé que s'il n'est ni précédé ni suivi d'une faute.
- Pour marquer un point il faut qu'au moins trois des quatre juges le valident dans un intervalle de deux secondes. Mais l'utilisation récente des plastrons électroniques et des casques électroniques qui comptabilisent les points eux-mêmes ont marqué un grand avancement et progrès dans l'histoire du taekwondo.
- L'arbitre central est là pour gérer le combat, c'est-à-dire le temps des rounds, les fautes, les sanctions, et préserver la santé des combattants en prévenant le médecin lors d'un knockout ou d'une blessure.
- Les fautes les plus courantes sont : attraper son adversaire, retenir son adversaire, tomber volontairement, fuir le combat, refuser le combat, taper sous la ceinture, parler, sortir de l'aire de combat ou encore lever la jambe sans intention de frapper. Toutes ces fautes entraînent un point à l'adversaire.
- Les sanctions sont plus rares mais surviennent néanmoins. Elles comprennent notamment : le coup de poing au visage avec blessure ou intention de blesser, un coup sous la ceinture entraînant une blessure ou avec intention de blesser son adversaire, insulter. Toutes ces fautes entraînent comme conséquence l'ajout d'un point à l'adversaire (sanction/gam-jeon).
- Le compétiteur déclaré vainqueur est celui qui a marqué le plus de points sur les trois rounds. Un compétiteur perd automatiquement le combat s'il arrive à un total de -10 points (10 sanctions).
- S'il y a un écart de 20 points après le deuxième round, le combat est arrêté et le combattant est déclaré vainqueur. Par contre pour les demi finales et finales l’écart de point ne s’applique pas. Par exemple: 28 à 8, le combattant avec 28 points gagne.
- En cas d'égalité à l'issue du 3e round, un quatrième round a lieu avec la règle du round en or ; le premier compétiteur à marquer 2 points, ou si son adversaire reçoit deux Gam Joem (2 sanctions) sera déclaré vainqueur.
- Si aucun des combattants ne marque de point, le vainqueur est décidé par la supériorité selon les critères suivants : le compétiteur ayant le plus grand nombre d'impacts enregistrés par les PSS lors du 4ème round, si le nombre d’impacts enregistrés par le PSS est égal, le combattant qui a remporté le plus de round durant les trois premières manches, ou encore si les combattants sont à égalité au nombre de rounds gagnés, la machine va déterminer le combattant qui a reçu le moins de sanction Gam Jeom. Enfin, si les deux derniers critères mentionnés au-dessous sont les mêmes, c'est alors l'arbitre et les juges qui déterminent la supériorité fondée sur le contenu du 4e round. Si la décision de supériorité est égale entre l'arbitre central et les juges, l'arbitre central décide du vainqueur.
- les trois autres possibilités de victoires sont l'abandon de l'adversaire, l'arrêt du combat par décision de l'arbitre central (si, par exemple, il voit que le combattant n'est pas en état de reprendre mais qu'il ne veut pas déclarer forfait) et aussi le knockout qui survient lorsque l'un des combattants reçoit un coup fort autorisé entraînant son incapacité à reprendre le combat en 10 secondes, comme pour le standing down le combattant est compté par l'arbitre, si à 8 il n'a pas fait de kiap, c'est son adversaire qui est déclaré vainqueur sauf en cas de knock-out consécutif à un coup interdit (coup de genoux, coude, en dessous de la ceinture, etc.).

#### Compétitions WT
Les principales compétitions de taekwondo organisées par la WT sont celles des Jeux olympiques d'été (grade 20) et des championnats du monde (grade 12). Depuis 2013, une à quatre compétitions par an sont classées GP ; la finale annuelle est de grade 8 et les autres compétitions GP (GP series) sont de grade 4.
| Catégorie de poids              | Hommes               | Femmes                 |
| ------------------------------- | -------------------- | ---------------------- |
| Poids fins (–54 kg / -46 kg)    | Park Tae-joon (KOR)  | Lena Stojković (CRO)   |
| Poids mouches (–58 kg / –49 kg) | Bae Jun-seo (KOR)    | Merve Dinçel (TUR)     |
| Poids coqs (–63 kg / –53 kg)    | Hakan Reçber (TUR)   | Nahid Kiani (IRN)      |
| Poids plumes (–68 kg / –57 kg)  | Bradly Sinden (GBR)  | Luana Márton (HUN)     |
| Poids légers (–74 kg / –62 kg)  | Marko Golubić (CRO)  | Liliia Khuzina (ANI)   |
| Poids welters (–80 kg / –67 kg) | Simone Alessio (ITA) | Magda Wiet-Hénin (FRA) |
| Poids moyens (–87 kg / –73 kg)  | Kang Sang-hyun (KOR) | Althéa Laurin (FRA)    |
| Poids lourds (+87 kg / +73 kg)  | Cheick Cissé (CIV)   | Nafia Kuş (TUR)        |

#### Compétiteurs célèbres

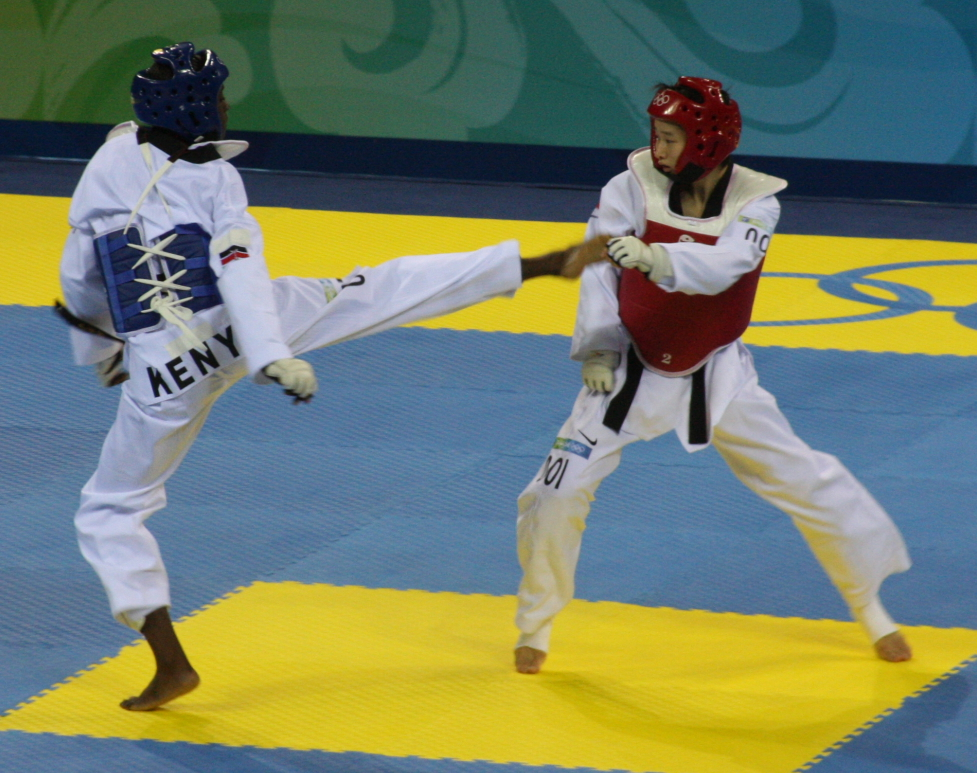
Wu Jingyu (à droite, en rouge), lors des Jeux Olympiques de 2008.

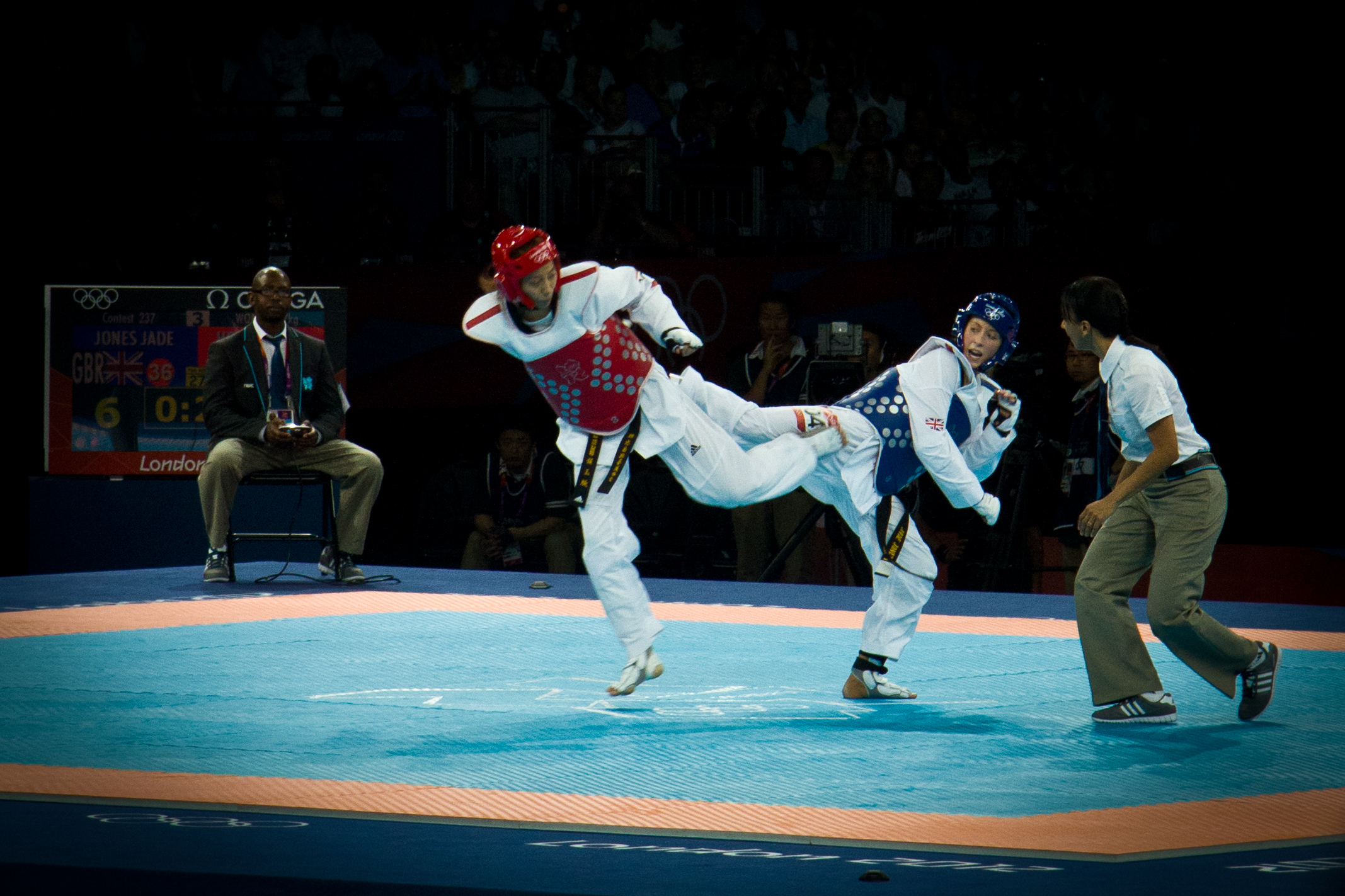
Jade Jones (à droite, en bleu), lors des Jeux Olympiques de 2012.

Ulugbek Rashitov (à droite, en rouge), lors des Jeux Olympiques de 2020.

Parmi les compétiteurs qui ont le plus marqué l'histoire de la discipline par l'ampleur de leur palmarès, on peut notamment citer :
- Chez les hommes :
  -  Hadi Saei (2 fois champion olympique en 2004 et 2008, 2 fois champion du monde, 4 titres en coupes du monde, un titre en tournoi mondial de qualification olympique).
  -  Steven López (2 fois champion olympique en 2000 et 2004, 5 fois champion du monde, un titre en coupe du monde).
  -  Ulugbek Rashitov (2 fois champion olympique en 2020 et 2024)
  -  Joel González (champion olympique en 2012 et 2 fois champion du monde).
  -  Servet Tazegül (champion olympique en 2012 et 2 fois champion du monde).
- Chez les femmes :
  -  Wu Jingyu (2 fois championne olympique en 2008 et 2012, 2 fois championne du monde, 1 fois championne d'Asie).
  -  Panipak Wongpattanakit (2 fois championne olympique en 2020 et 2024, 2 fois championne du monde, 2 fois championne aux Universiades).
  -  Hwang Kyung-seon (2 fois championne olympique en 2008 et 2012, 2 fois championne du monde).
  -  Chen Zhong (2 fois championne olympique en 2000 et 2004, 1 fois championne du monde).
  -  Jade Jones (2 fois championne olympique en 2012 et 2016, 1 fois championne du monde, 3 fois championne d'Europe).
  -  Milica Mandić (2 fois championne olympique en 2012 et 2020, 1 fois championne du monde).

Les compétiteurs classés actuellement numéro un mondial par la WT sont, au 18 mars 2024 :
- Chez les hommes :
  - en moins de 54 kg :  Tae-Joon Park
  - en moins de 58 kg :  Adrián Vicente Yunta
  - en moins de 63 kg :  Hakan Reçber
  - en moins de 68 kg :  Ulugbek Rashitov
  - en moins de 74 kg :  Marko Golubić (es)
  - en moins de 80 kg :  Simone Alessio
  - en moins de 87 kg :  Ivan Šapina (en)
  - en plus de 87 kg :  Cheick Cissé

- Chez les femmes :
  - en moins de 46 kg :  Lena Stojković
  - en moins de 49 kg :  Panipak Wongpattanakit
  - en moins de 53 kg :  Nahid Kiani
  - en moins de 57 kg :  Luo Zongshi (en)
  - en moins de 62 kg :  Caroline Santos
  - en moins de 67 kg :  Magda Wiet-Hénin
  - en moins de 73 kg :  Althéa Laurin
  - en plus de 73 kg :  Nafia Kuş

### Compétitions techniques

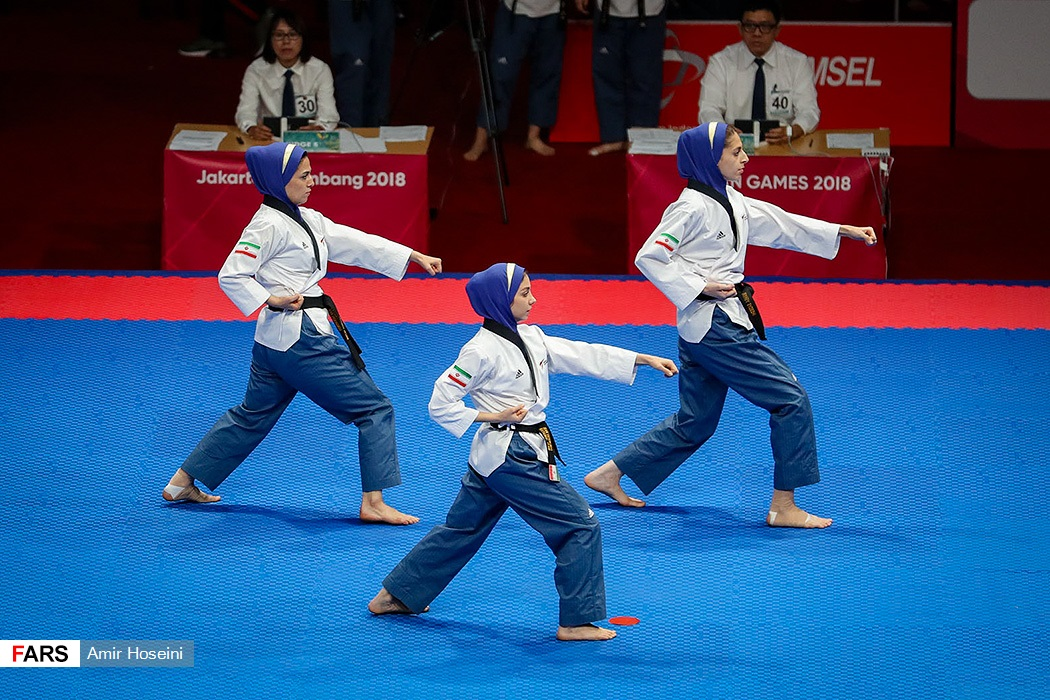
Équipe iranienne féminine de poumsé aux Jeux asiatiques de 2018 à Jakarta.

Les compétiteurs s'affrontent face à un jury qui juge la qualité de l'exécution des formes effectuées par chaque compétiteur.

#### Critères d'exécution
Chaque technique doit être armée avec souplesse selon les « Kibon » et se terminer avec fermeté et précision selon la hauteur définie. La trajectoire doit être nette, ample et rapide. Les techniques doivent dégager une grande impression d’efficacité.
Les techniques doivent être enchaînées de sorte que chaque blocage soit instinctivement suivi de l’attaque. D’une manière générale les enchaînements doivent être rythmés et sans temps mort selon les différentes trajectoires du diagramme.
La maîtrise des déplacements et du corps lors des différents enchaînements est essentielle. Chaque position doit être bien marquée et verrouillée. Les appuis au sol doivent être solides et réalisés conformément au « Kibon ». La position et le mouvement du corps doivent être contrôlés.
Le poumsé doit être exécuté dans sa forme originale en respectant l’ordre des techniques, des positions et des directions, mais aussi le diagramme défini par l'exécution du poumsé.
La respiration doit être synchronisée avec les techniques et les déplacements, elle doit être inaudible. D’une manière générale, l’inspiration se fait en début de mouvement et l’expiration à la fin des différentes phases du poumsé.
La concentration est extrême dans l’exécution du poumsé afin de pouvoir « vivre son poumsé ». La concentration permet de dégager une unité entre le corps et l’esprit. Le regard doit être porteur de toute la détermination à l’exécution du poumsé, il doit suivre la direction des enchaînements techniques et des déplacements.

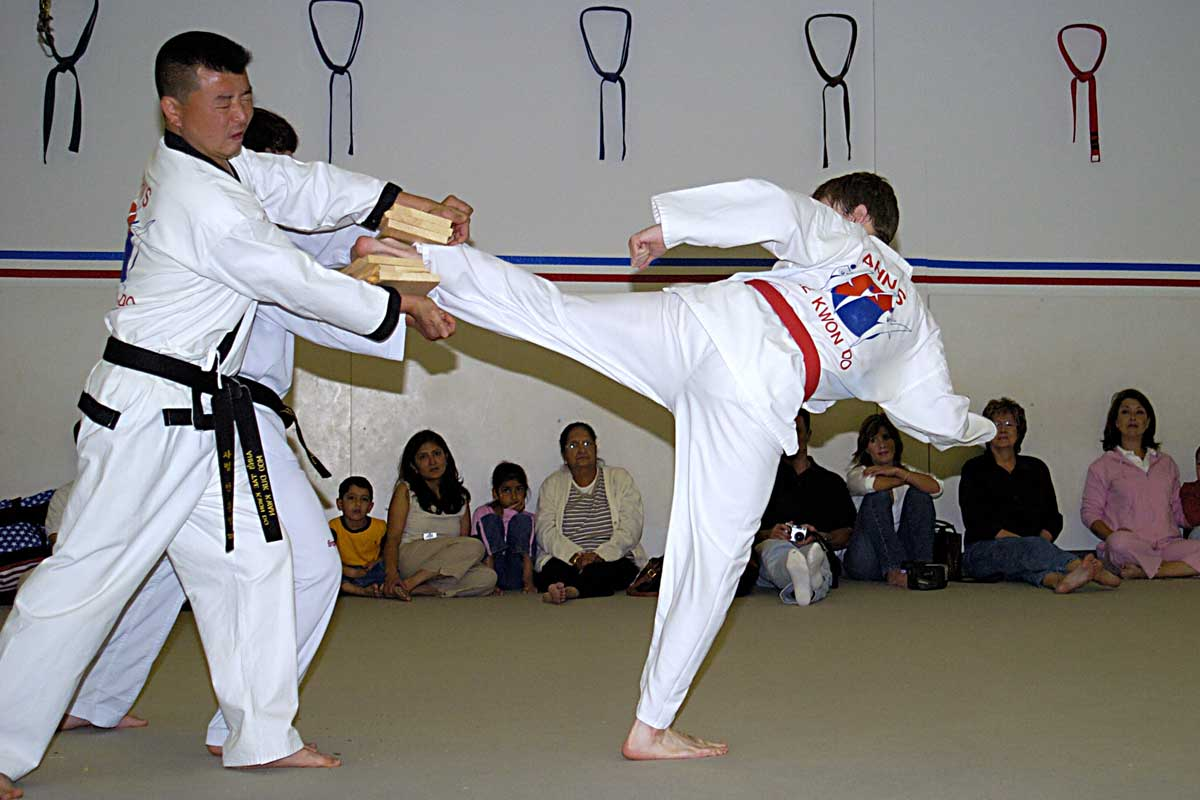
Épreuve de casse par coup de pied latéral (Yop Chagui).

#### Compétitions de casse
En taekwondo ITF, il existe des compétitions de casse, une épreuve de puissance qui consiste à briser des planches de bois. Chaque compétiteur se présente pour effectuer cinq casses. L'une s'effectue avec un coup de poing, une avec le tranchant de la main, une avec un coup de pied de côté, une avec un coup de pied circulaire, et une avec un coup de pied retourné. Le compétiteur qui brise le plus de planches remporte la compétition

#### Compétitions de techniques spéciales
Comme dans le cassage, chaque compétiteur a cinq techniques à effectuer. Il ne s'agit cependant pas de briser des planches en puissance, mais d'atteindre avec chaque technique une cible placée le plus haut possible.

## Para-taekwondo

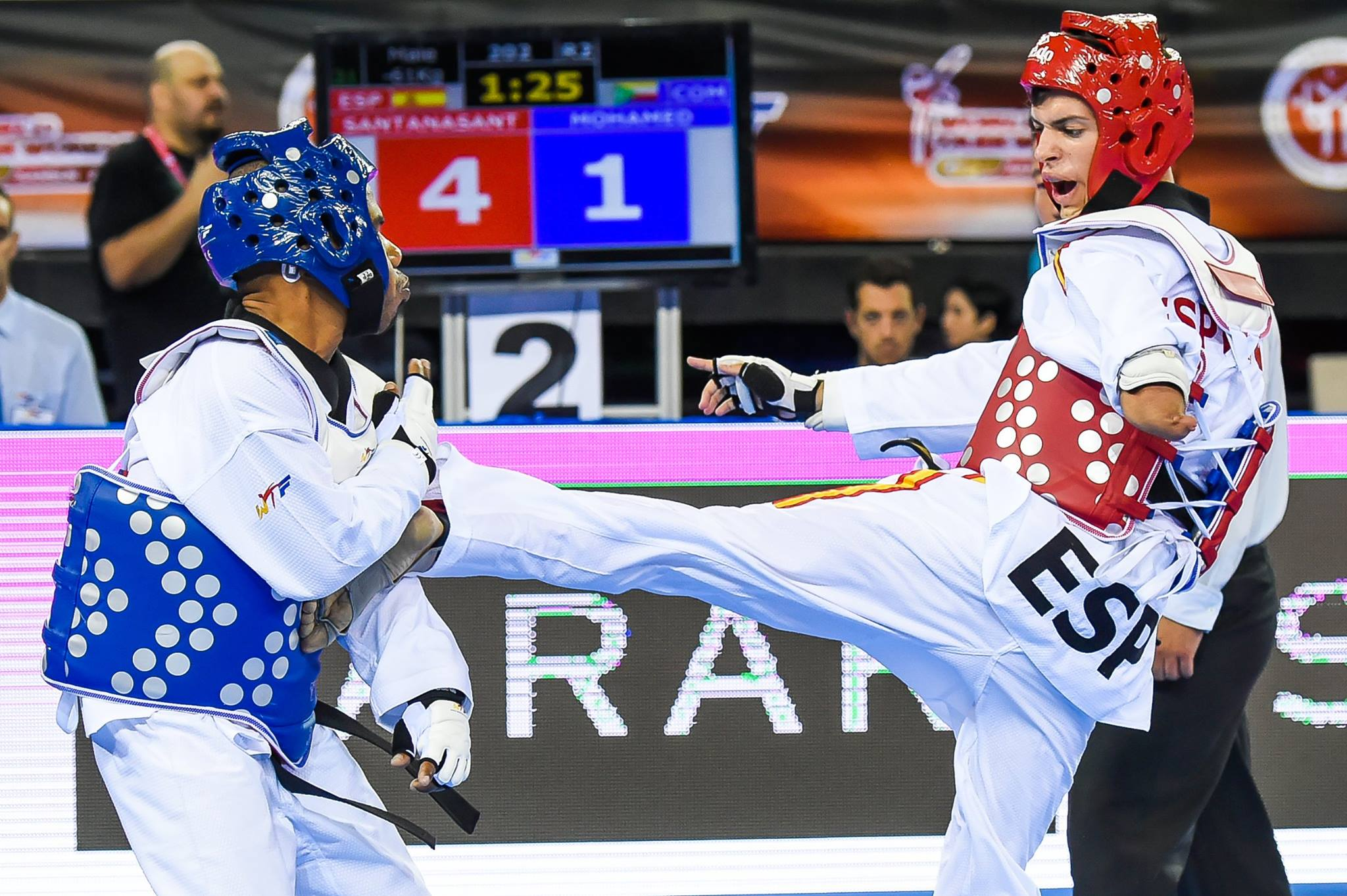
Compétition de para-taekwondo en 2017.

Le para-taekwondo (ou handi-taekwondo) est un sport dérivé du taekwondo qui est pratiqué par des personnes en situation de handicap physique ou mental.
Le para-taekwondo s'est développé à partir de 2006 lorsque la fédération mondiale de taekwondo crée un comité dédié pour le développement de cette discipline. Elle développe la discipline de combat (kyorugi) en créant dès 2009 les premiers championnats du Monde para-taekwondo à Bakou, suivi du championnat d’Europe en 2011, dans l’objectif d’intégrer le programme des Jeux paralympiques.
Après un premier échec pour les Jeux paralympiques de 2016, la fédération élargit la pratique aux déficients visuels et mentaux avec la reconnaissance des épreuves de poumsé, enchaînement gestuel de techniques de combat (équivalent du kata au karaté).
Le 7 octobre 2014, le comité international paralympique annonce l'organisation d'épreuves aux jeux paralympiques de 2020 à Tokyo. Au niveau international c'est World Taekwondo (WT) qui est la fédération de référence pour le Comité international paralympique. En France, la Fédération française de taekwondo et disciplines associées (FFTDA) a reçu délégation le 31 décembre 2016 du ministère des Sports pour organiser la pratique du para-taekwondo.